# Erik Ludvig Henningsen
Erik Ludvig Henningsen (29 agosto 1855 – 28 novembre 1930) è stato un pittore e illustratore danese.
È conosciuto soprattutto per i suoi dipinti di realismo sociale di gruppi poveri ed emarginati negli anni 1880 e 1890. Era il fratello minore di Frants Henningsen, anch'egli pittore.

## Biografia
Erik Henningsen nacque il 29 agosto 1855 a Copenaghen da Frants Ludvig Henningsen (1820–1869), un droghiere, e Hilda Charlotte Christine nata Schou (1824–1880). Mostrò un talento artistico precoce ed è stato praticante presso il pittore decorativo A. Hellesen. Prese anche lezioni di disegno privatamente con Christian Nielsen e fu ammesso alla Royal Danish Academy of Fine Arts nel 1873. Si laureò nel 1877 e vinse numerosi premi e riconoscimenti, tra cui la Medaglia annuale dell'Accademia nel 1887 e nel 1890, il Premio Ancher nel 1889 e nel 1892 una borsa di studio di viaggio di 100 corone danesi.

## Carriera artistica

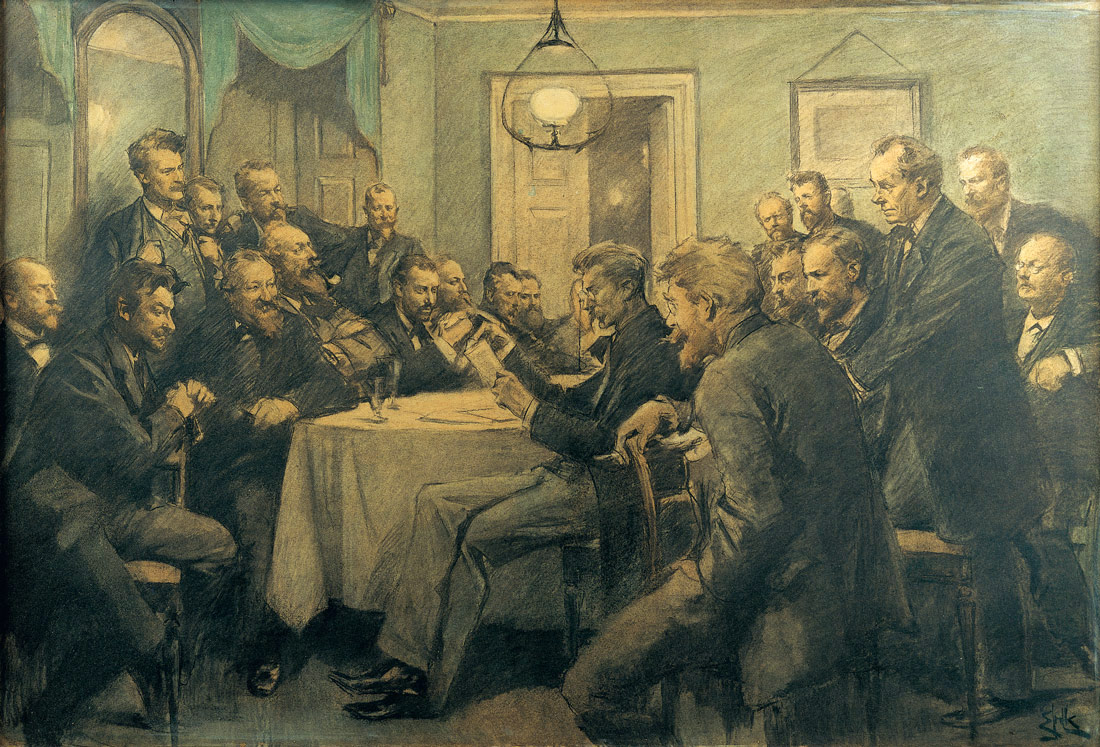
Un incontro a Bogstaveligheden il 1 marzo 1882, disegno di Henningsen del 1910

Henningsen entrò a far parte del gruppo Bogstaveligheden, un forum per gli ideali umanitari dei Realisti sulla creazione di una società migliore attraverso l'illuminazione e il dibattito.
Nei suoi dipinti degli anni 1880 e 1890, Henningsen si preoccupava dei diritti e delle condizioni di vita di gruppi come i disoccupati, le donne, i lavoratori, i bambini e gli anziani. Esempi sono Summum jus, summa injuria. L'infanticidio (1886, The Hirschsprung Collection and Evicted (1892, Danish National Gallery).
Ha anche raffigurato gli aspetti più leggeri della vita umana, come nei suoi dipinti della vita di strada a Copenaghen.

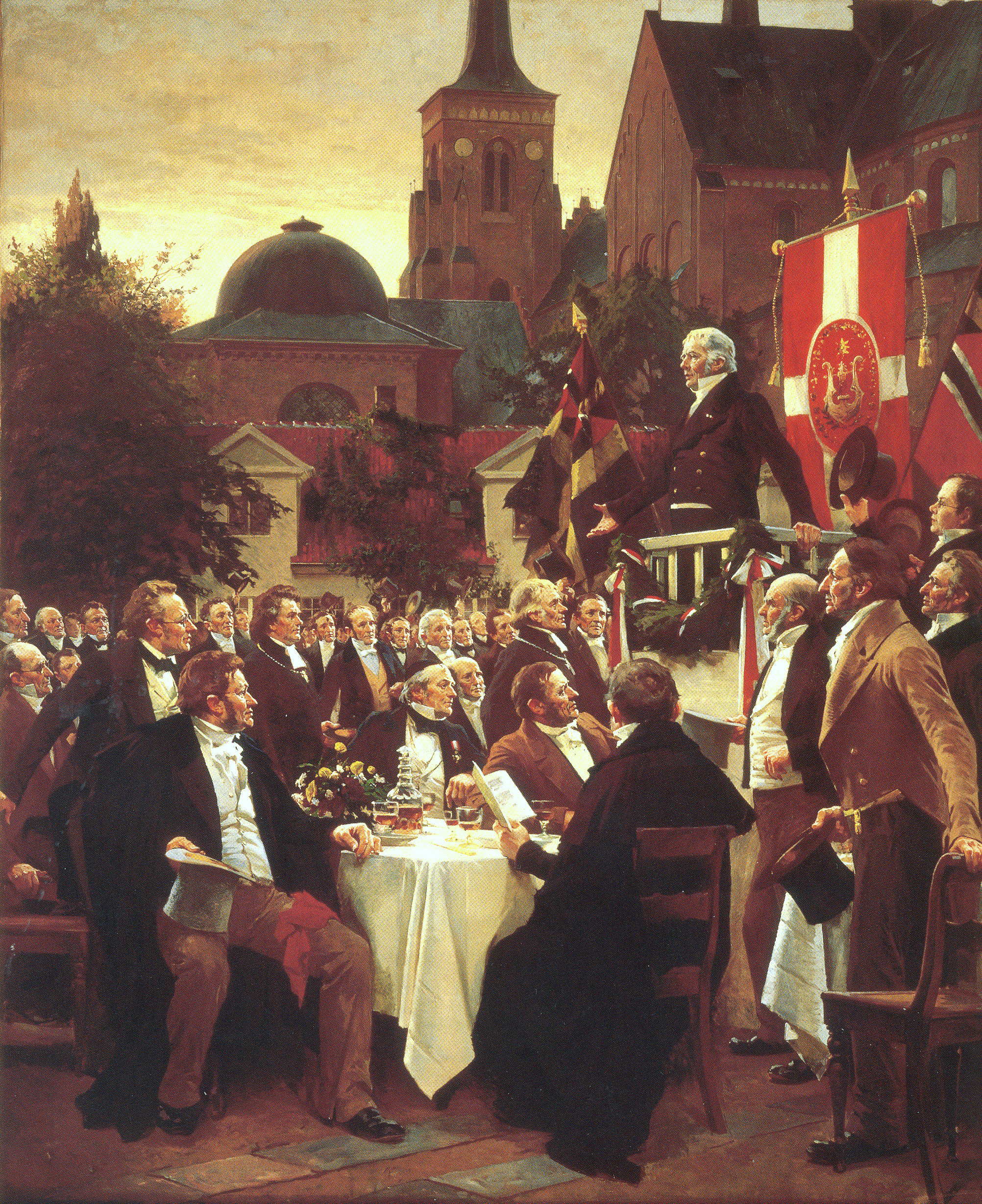
Il murale di Henningsen nell'aula dell'Università di Copenaghen : a parlare è Hans Christian Ørsted, il presidente dell'incontro. Altre persone viste nella foto sono Christopher Hansteen in piedi di fronte a lui e Japetus Steenstrup in piedi a sinistra

Verso la fine del secolo Henningsen dipinse principalmente scene storiche. Un esempio è il suo murale nella sala dei banchetti dell'edificio principale dell'Università di Copenaghen in Vor Frue Plads a Copenaghen. Raffigura il banchetto alla Scandinavian Scientist Conference tenutasi a Roskilde nel 1847. Ha completato una serie di murales raffiguranti la storia dell'università di cui il dipinto precedente era stato creato da Vilhelm Marstrand, Carl Bloch e Vilhelm Rosenstand.
Durante i primi due decenni del XX secolo dipinse principalmente opere di genere sulla vita della borghesia.

## Illustrazioni e opere decorative

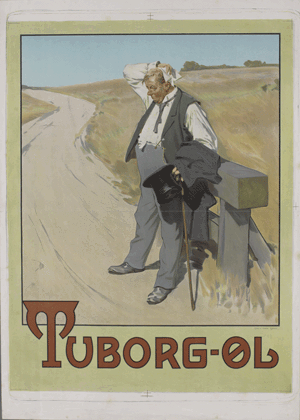
Manifesto Tuborg. L'assetato, 1900

Henningsen lavorò anche come illustratore, sia per il settimanale Ude og Hjemme che per libri come Peters Jul (1914).
Nel 1900, i birrifici Tuborg annunciarono un concorso per un "poster pubblicitario decorativo" per celebrare il suo giubileo di 25 anni. Il primo premio, che fu premiato con una somma di DKK 10.000, è stato vinto da Jens Ferdinand Willumsen, ma alla fine è stato l'ingresso di Henningsen, noto come The Thirsty Man, che è stato messo in produzione dal birrificio. Da allora ha ottenuto lo status di icona ed è diventato uno dei poster più immediatamente riconoscibili in Danimarca.

## Opere scelte
- Mattina in Adressekontorets Gaard (1881)
- Una giornata nevosa a Gammeltorv (1886)
- Summum jus, summa injuria. L'infanticidio (1886, Collezione Hirschsprung)
- Pausa alla Efterslægten School (1887)
- Parata della fanteria (1888, Galleria nazionale danese )
- Una festa costituzionale nel paese (1891)
- Donna al Grøndalshuset (1892)
- Sfrattato (1892, Galleria Nazionale Danese )
- Un lavoratore ferito (1895, Galleria nazionale danese )
- Una conferenza nella Dagmar Hall, Askov Folk High School (1903, Ribe Art Museum)

## Galleria d'immagini

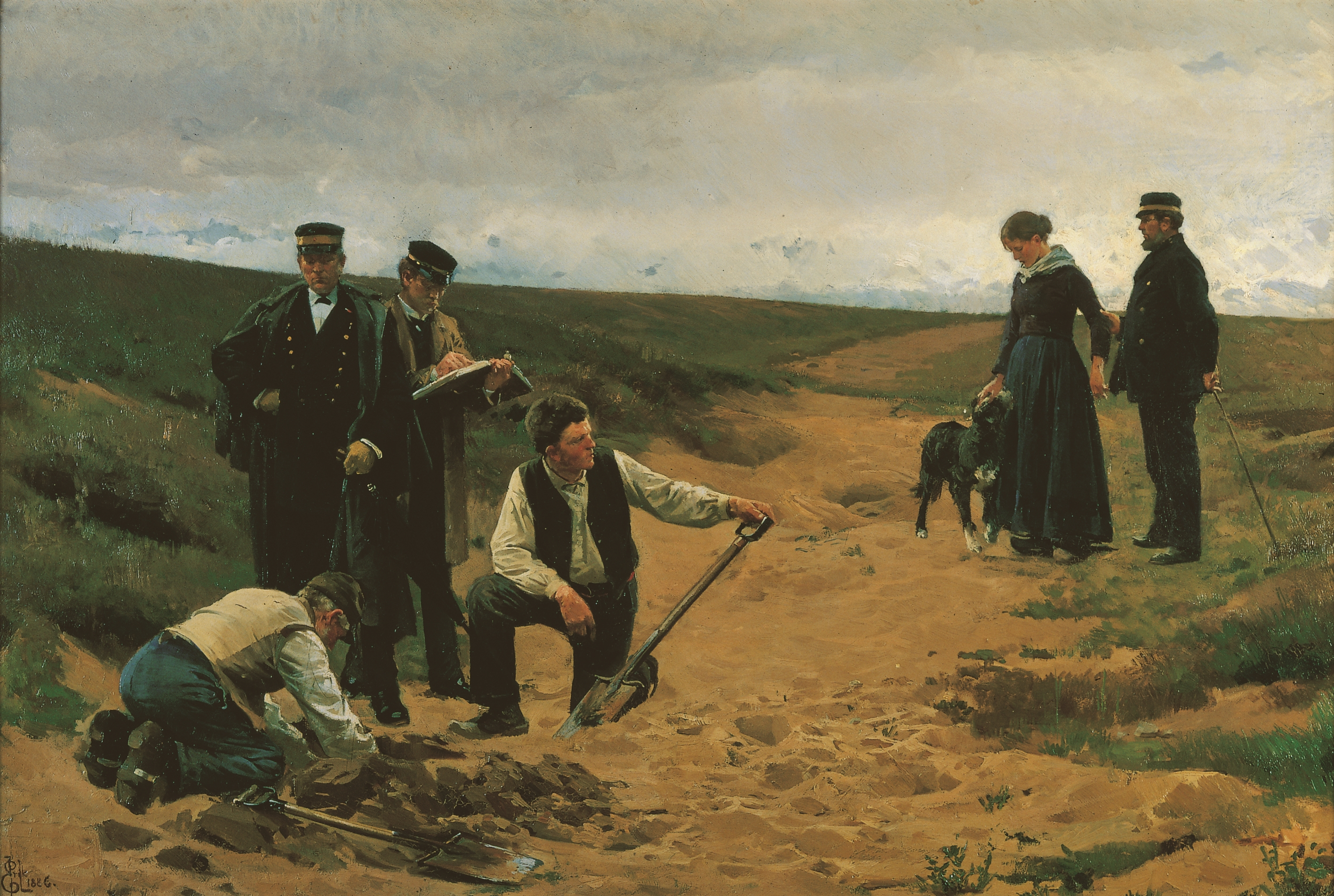
Summum jus, summa injuria. L'infanticidio (1886)
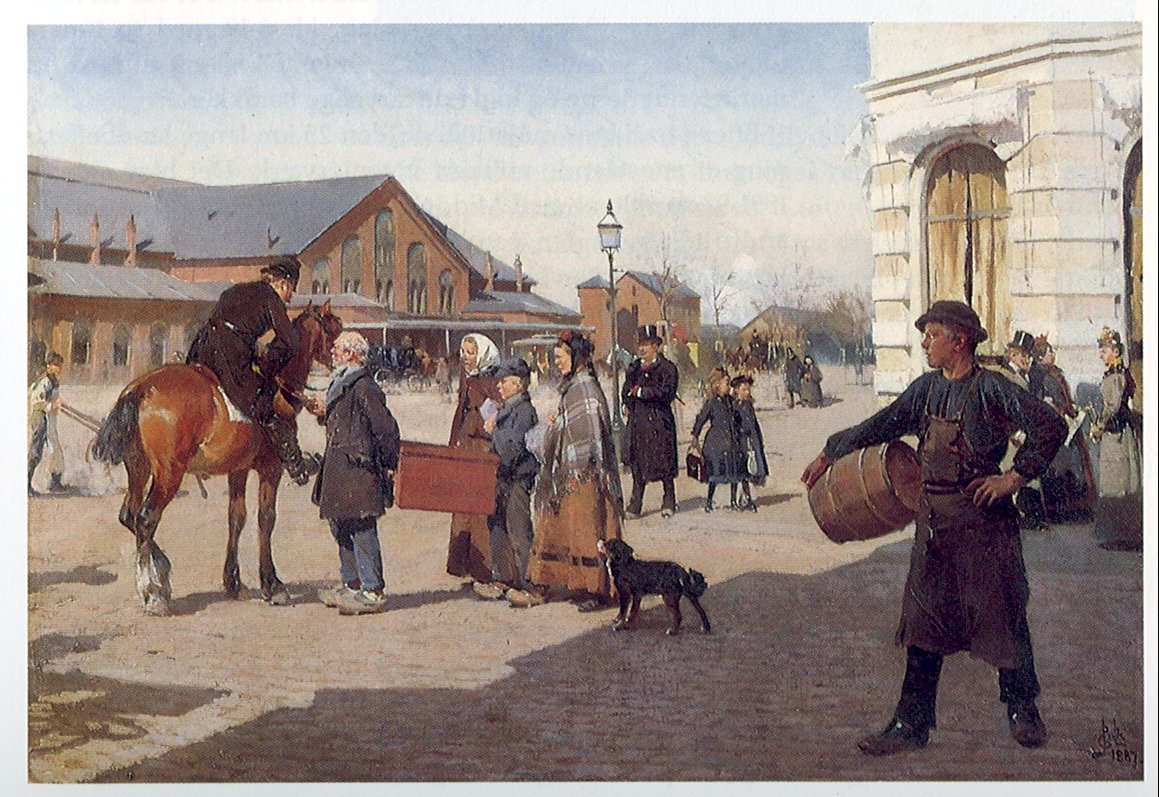
Contadini nella capitale (1887)
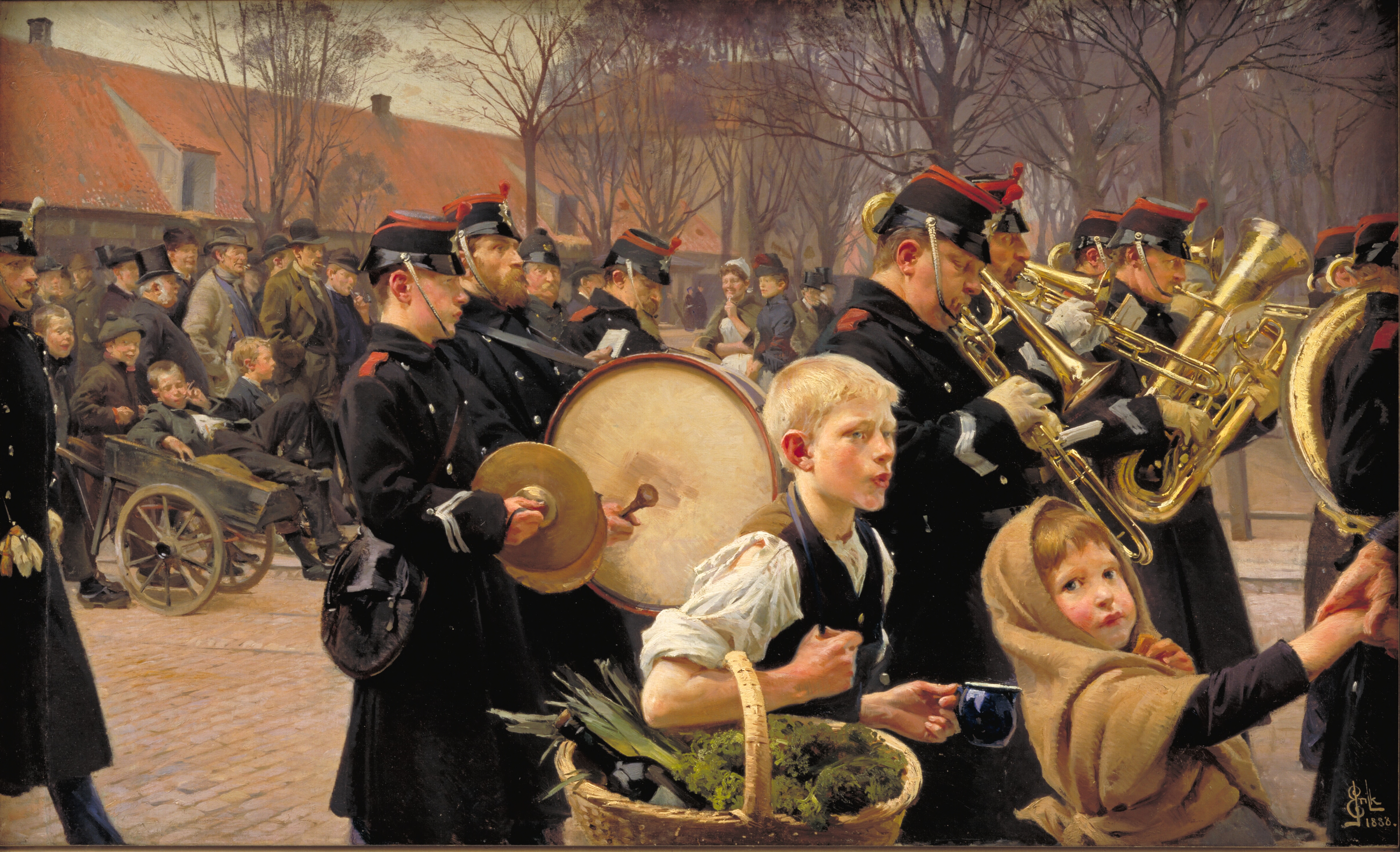
Parata della fanteria (1888)
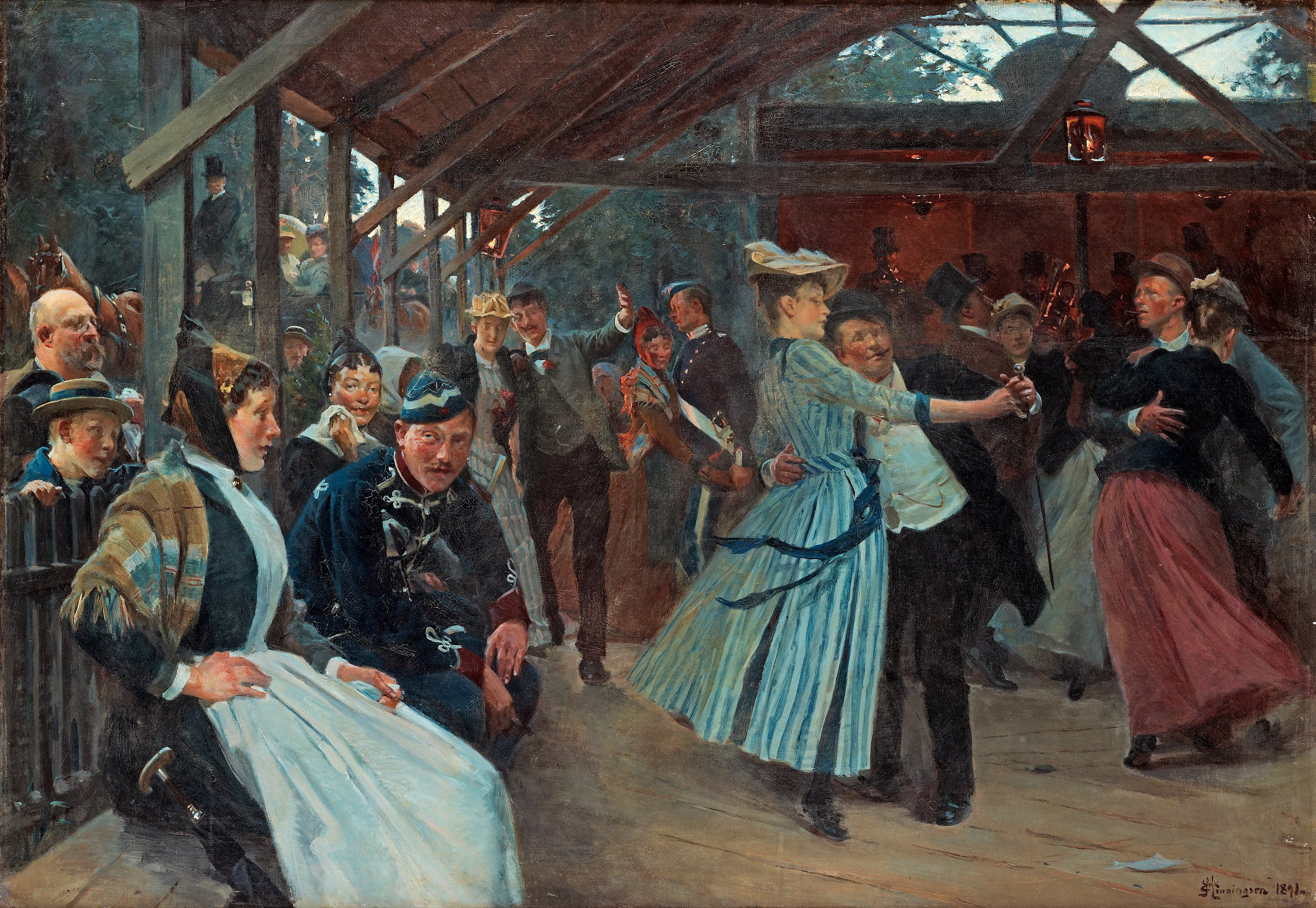
Il padiglione della danza (1891)
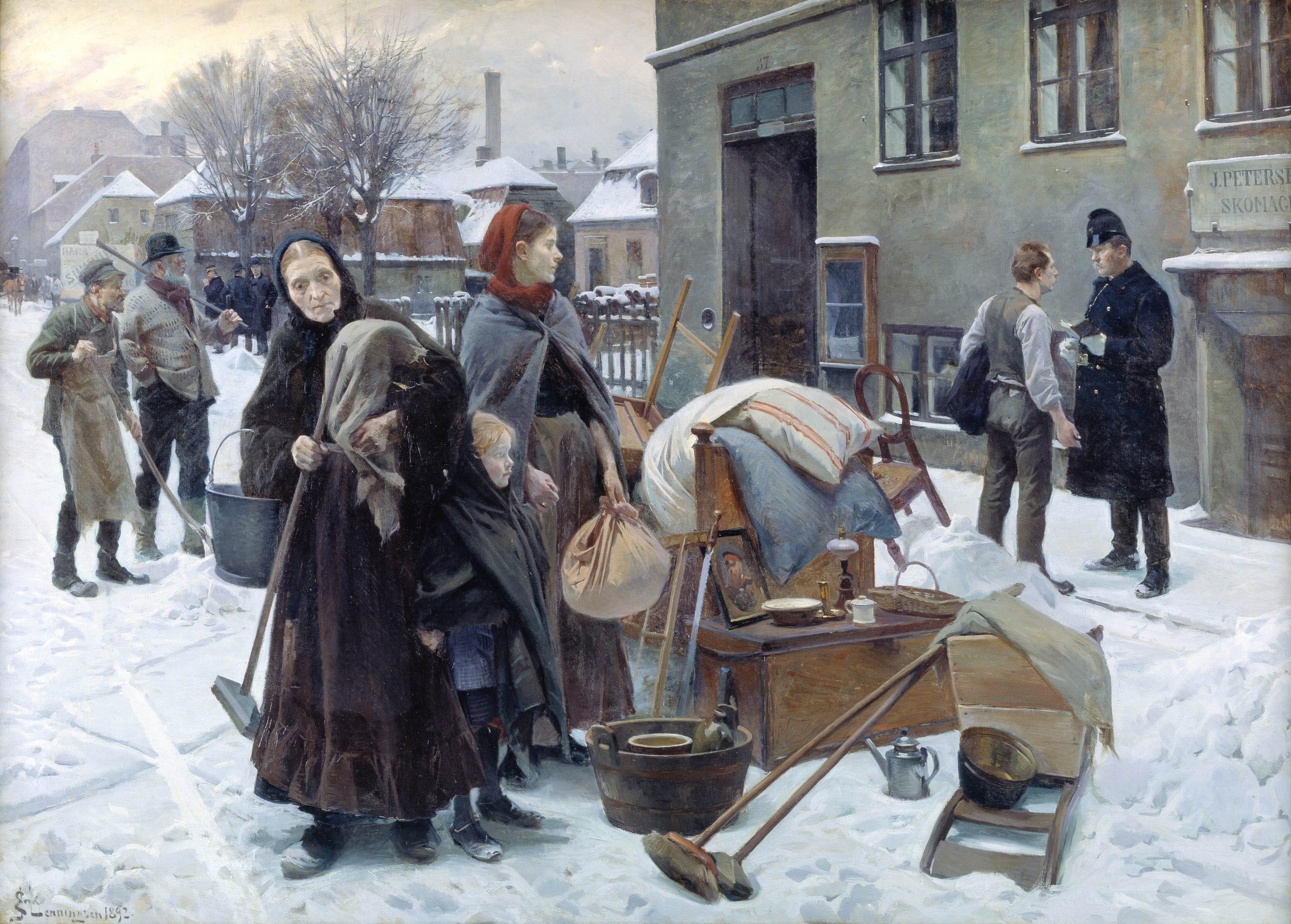
Sfrattato (1892)
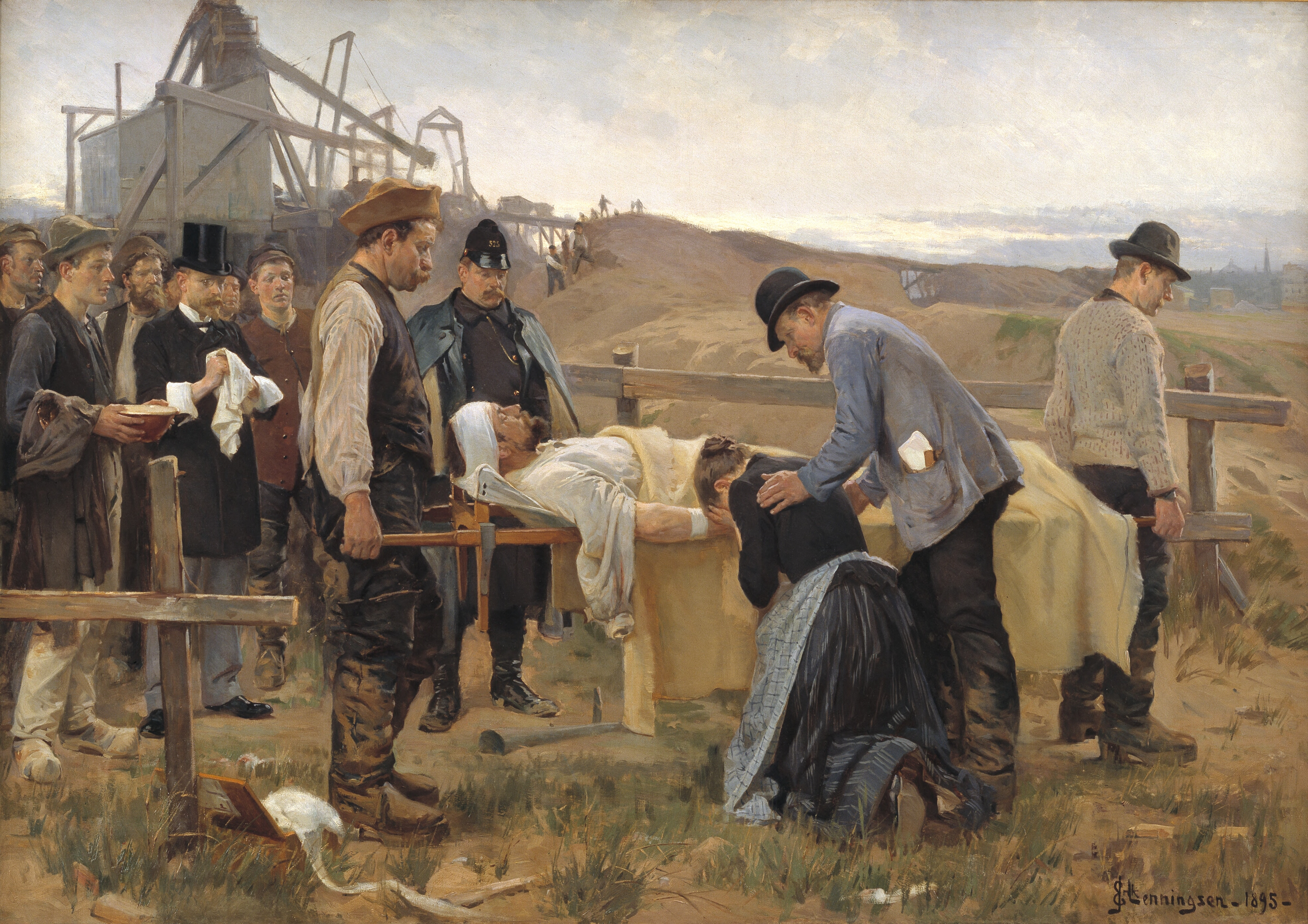
Un operaio ferito (1895)
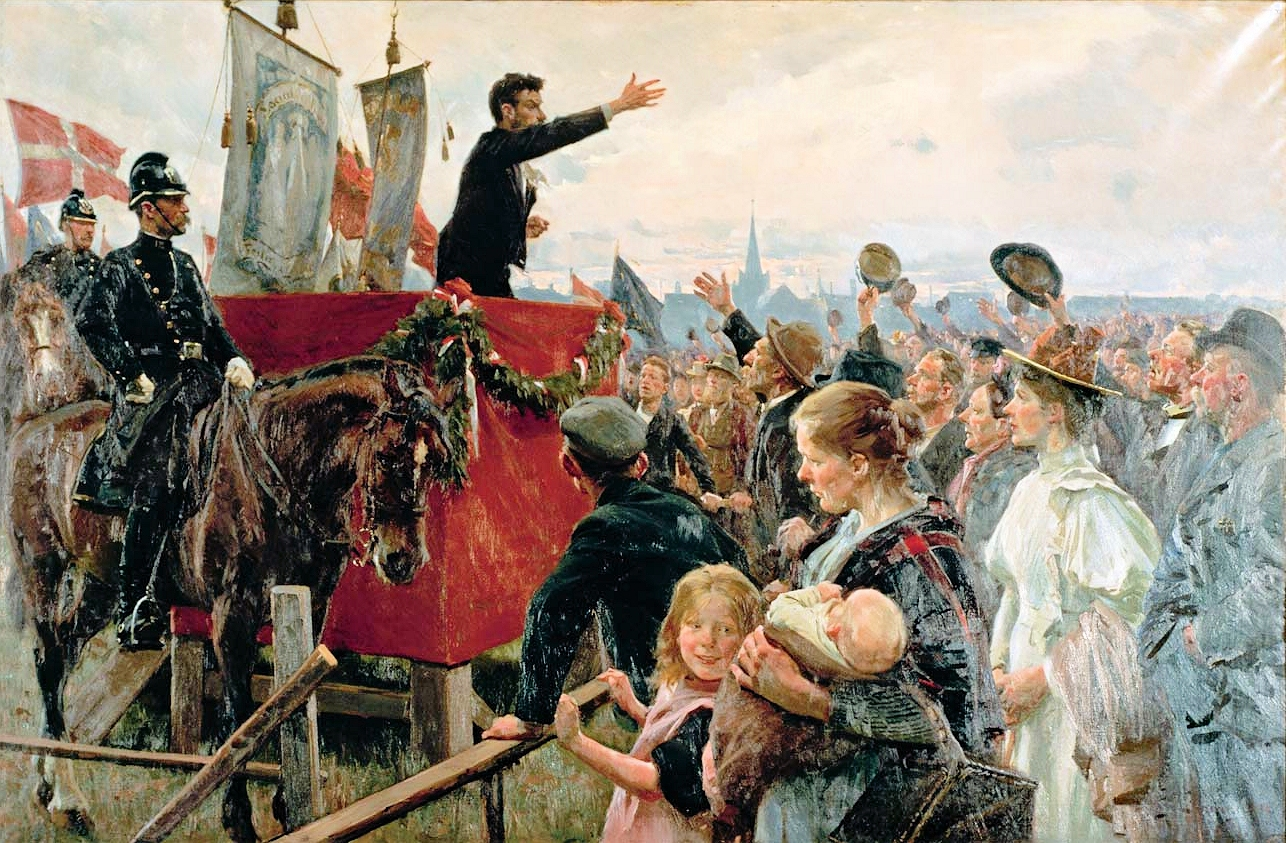
Un agitatore (1899)
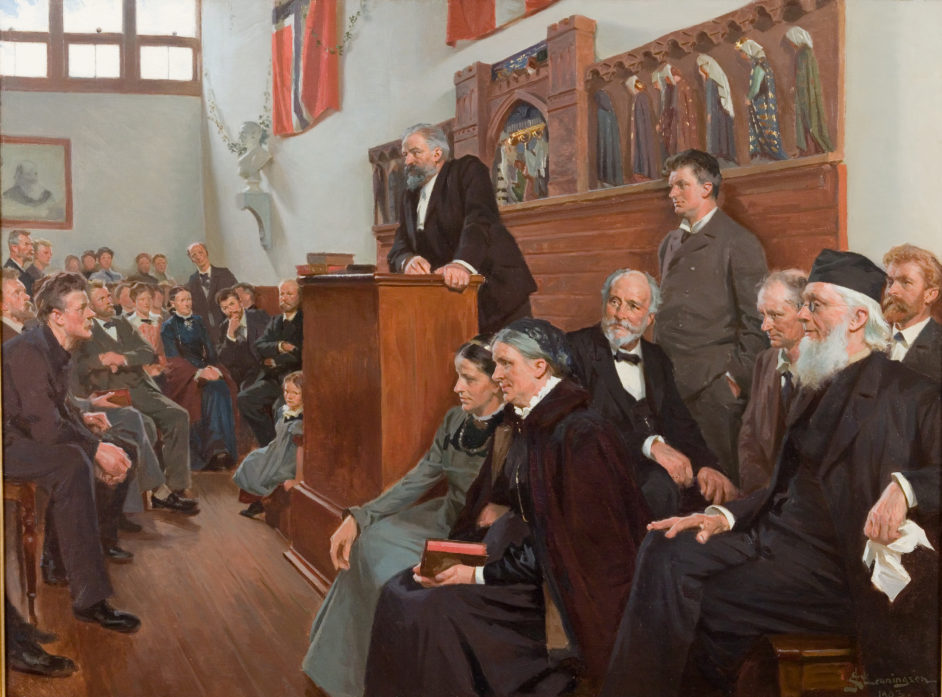
Askov Højskole (1903)
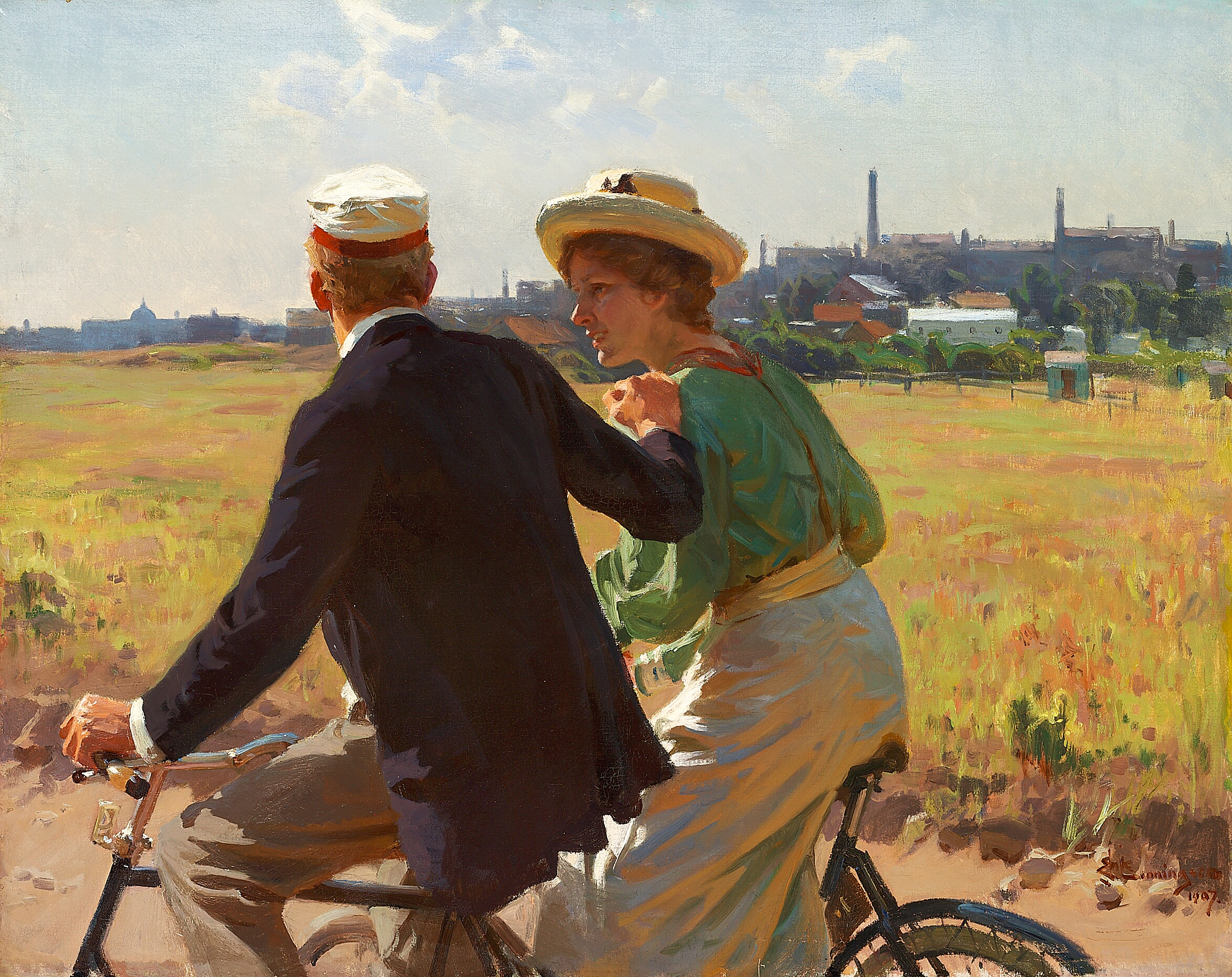
Il tour mattutino (1907)